# Robert I van Meulan
Robert I van Meulan, ook bekend als Robert van Beaumont, (circa 1040/1050 - 5 juni 1118) was van 1081 tot aan zijn dood graaf van Meulan en van 1107 tot aan zijn dood graaf van Leicester. Hij behoorde tot het huis Beaumont.

## Levensloop
Robert I was de oudste zoon van heer Rogier van Beaumont uit diens huwelijk met Adela van Meulan, dochter van graaf Walram III van Meulan. Hij begeleidde de Normandische hertog Willem de Veroveraar bij de Normandische verovering van Engeland, waarvoor hij als beloning 91 bezittingen in Engeland kreeg toegewezen. Tijdens de Slag bij Hastings had hij het bevel over de rechtervleugel van de Normandische infanterie.
Na het overlijden van Hugo III van Meulan, de broer van zijn moeder, erfde hij in 1081 het graafschap Meulan in Normandië evenals de titels van burggraaf van Ivry en heer van Norton. Hij huldigde de Franse koning Filips I en had als lid van de Franse adel tevens zitting in het Parlement, dat toen in Poissy samenkwam.
Op 2 augustus 1100 nam Robert samen met zijn broer Hendrik, graaf van Warwick, deel aan een jachtpartij die koning Willem II van Engeland hield in New Forest, waarbij de koning in mysterieuze omstandigheden om het leven kwam. Robert huldigde vervolgens de nieuwe koning Hendrik I, die hem in 1107 tot graaf van Leicester benoemde. Na de dood van Willem II vielen graaf Willem van Évreux en Raoul II van Tosny met succes Roberts landerijen in Normandië binnen, onder het voorwendsel dat Robert Willem van Évreux onrecht had aangedaan door het advies dat hij aan de koning had gegeven.
Robert huwde in 1096 met de jonge Isabella van Vermandois (1085-1131), dochter van graaf Hugo I van Vermandois. Na vijftien of twintig jaar werd hun huwelijk ontbonden; ofwel scheidden Robert en Isabella vrijwillig, ofwel werden ze daartoe gedwongen. Isabella ging vervolgens een relatie aan met Willem II van Warenne, die haar in 1115 had ontvoerd.
Robert I van Meulan stierf in juni 1118, volgens Hendrik van Huntingdon door de schande die hem was aangedaan door de ontvoering van zijn echtgenote. Na zijn dood kon Isabella trouwen met Willem II.

## Nakomelingen
Robert I en zijn echtgenote Isabella van Vermandois kregen volgende kinderen:
- Emma (1102-?)
- Walram IV (1104-1166), graaf van Meulan
- Robert (1104-1168), tweede graaf van Leicester
- Hugo (1106-?), eerste graaf van Bedford
- Adelheid (1109-?), huwde eerst met heer Hugo IV van Montfort-sur-Risle en daarna met Richard de Granville, heer van Bideford
- Aubree (of Alberee) (1109-?), huwde met heer Hugo II van Châteauneuf-en-Thimerais.
- Maud (1111-?), huwde met William Lovel, zoon van Ascelin Goel, heer van Ivry
- Isabella (1113 - na 1172), huwde rond 1130 met Gilbert de Clare, graaf van Pembroke, en daarna met Hervé van Montmorency, constable van Ierland. Was tevens minnares van koning Hendrik I van Engeland.
- Agnes (1115-?), huwde met heer Willem van Say